# جولیو گاوتی

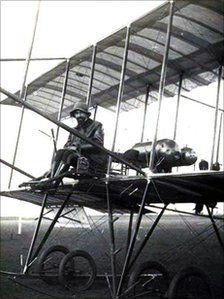
جولیو کاوتی روی هواپیمای دوباله فارمن - رم ۱۹۱۰

جولیو گاوتی (Giulio Gavotti) یک افسر خلبان ایتالیایی بود که در طی جنگ لیبی (بین عثمانی و ایتالیا - ۲۹ سپتامبر ۱۹۱۱ تا ۱۸ اکتبر ۱۹۱۲)، روز اول نوامبر ۱۹۱۱ با یک هواپیمای تک باله از نوع Etrich Taube روی مواضع عثمانی‌ها پرواز کرد و چهار بمب دستی با وزن حدود ۴ پوندی را از ارتفاع ۶۰۰ پایی به پایین پرتاب کرد. در انفجار این بمبها به کسی آسیبی نرسید.
بعدها عثمانی‌ها ادعا کردند که بر اساس معاهده اول لاهه (۱۸۹۹)، هر گونه پرتاب بمب از بالون‌ها را ممنوع است و این کار نقض کنوانسیونهای بین‌المللی محسوب می‌شود؛ در مقابل ایتالیایی‌ها به این مورد متوسل شدند که این قانون شامل هواپیماها نمی‌شود.